# Wertheimeria maculata
Wertheimeria maculata är en fiskart som beskrevs av Steindachner, 1877. Wertheimeria maculata ingår i släktet Wertheimeria och familjen Doradidae. Inga underarter finns listade i Catalogue of Life.
Arten förekommer med flera från varandra skilda populationer östra Brasilien i delstaterna Bahia och Minas Gerais. Individerna vistas främst i djupa vattendrag och insjöar. Födan utgörs av insekter och frukter som hamnar i vattnet. Individerna är nattaktiva. Honor lägger ägg.
Troligtvis påverkas beståndet av vattenföroreningar. Dessutom sker fiske på Wertheimeria maculata. I lämpliga habitat är arten talrik. IUCN listar den som livskraftig (LC).